# Манчестер (Кентукки)
Манчестер (англ. Manchester) — город и административный центр округа Клей, штат Кентукки, США. В городе также расположена федеральная тюрьма минимального и среднего уровня безопасности. По переписи 2010 года население города составляло 1255 человек.

## История
Город был основан как центр недавно созданного округа Клей в 1807 году на участке площадью 4,0 га, неподалёку от соляных заводов Лоуэр-Гуз-Крик. Первоначально город носил название Гринвилл в честь героя войны 1812 года, в честь которого также был назван и округ. Однако, уже существовал одноимённый город в округе Мьюленберг, из-за чего, в декабре того же года он был переименован в «Манчестер». В городе ходила местная легенда, что это было сделано в честь родного города второй жены генерала Гаррарда Люси Лиз, но настоящей причиной вероятно является то, что известная местная семья Холлингсворт была родом из Манчестера. Часть исследователей также полагает, что местные бизнесмены хотели чтобы имя напоминало об английском индустриальном успехе.

## География
Манчестер расположен на координатах 37°09′10″ с. ш. 83°45′48″ з. д.. По данным Бюро переписи населения США, город имеет общую площадь 7,65 км2, из который 7,58 км2 занимает суша, и 0,7 км вода.

## Население
По данным переписи 2010 года в городе проживало 1255 человек, имелось 579 домохозяйств и 332 семьи. Плотность населения составила 323,1 чел./км2. В городе находилось 655 единиц жилья со средней плотностью 168,6 человек на квадратный километр. Расовый состав города составлял 92,5% белых, 6,3% афроамериканцев, 0% коренных американцев, 0,1% азиатов, 0,2% представителей других рас и 0,1% представителей двух или более рас. Латиноамериканцы любой национальности составляли 1% населения.
В городе находилось 579 домохозяйств, в 23,3% из которых проживали дети в возрасте до 18 лет, проживающих с родителями, 33,5% составляли супружеские пары, живущие вместе, 19% домохозяйку без мужа и 42,7% не были семейными. 37,8% всех домохозяйств состояли из отдельных лиц, а в 19,2% проживали одинокие люди в возрасте 65 лет и старше. Средний размер домохозяйства составлял 2,16 чел, а средний размер семьи - 2,84.

## Образование
В Манчестере находится публичная библиотека, а также начальная и средняя школы округа Клей.

## Известные жители
- Берт Т. Комбс – бывший юрист и 50-й губернатор Кентукки.
- Теофил Т. Гаррард — политик и генерал армии Союза во время Гражданской войны в США.
- Ричи Фармер — бывший атакующий защитник Кентукки Уайлдкэтс и комиссар сельского хозяйства Кентукки.